# Hijuk
Pour les articles homonymes, voir Baca.
Le hijuk est une langue bantoïde méridionale du groupe Bafia, parlée au Cameroun dans la Région du Centre, le département du Mbam-et-Inoubou et l'arrondissement de Bokito, au sud-ouest de Bokito, dans le village de Batanga.
Avec environ 400 locuteurs en 1992, c'est une langue en danger (statut 6b).